# Kriya Tantra
Das Kriya Tantra (Sanskrit: क्रिया तंत्र; tibetisch བྱ་བ་རྒྱུད་ཀྱི་ཐེག་པ Wylie bya ba rgyud kyi theg pa; cha gyu; bya rgyud) ist die erste der drei äußeren Klassen des tibetischen Tantra (Anuttarayoga-Tantra) und die vierte ‚yana‘ bezüglich der neun ‚Yanas‘ oder neun sukzessiven Fahrzeuge (Wyl. theg pa rim pa dgu) der tibetischen Nyingma-Tradition. Es wird im Gyu De Kun Tu(Sammlung aller Tantras) beschrieben.
Die Kriya-Tantras, oder ‚Handlungs‘-Tantras werden so genannt, weil sie zu einem hohen Prozentsatz  mit äußerem Verhalten, den Praktiken ritueller Reinigung und Reinheit und Ähnlichem beschäftigt sind. Das Nyungne-Fasten-Ritual ist eine Yidam-Praxis der Kriya-Tantra-Tradition wie auch das sehr populäre 4-Mandala-Ritual. Im Kriya-Tantra wendet man Rituale und äußere Formen der Praxis zur Ansammlung von Verdiensten an, um die Ursachen und günstige Umstände für die geistige Entwicklung zu schaffen. Sie sind die Basis und das Fundament für die fortgeschrittenen Übungen.
Allgemein spricht man von zwei Arten der Ansammlung: der Ansammlung von Verdienst auf der relativen Ebene und der Ansammlung von vollkommener Weisheit (Einsicht) auf der absoluten Ebene. Die Ansammlung von Verdienst dient dazu, die nötigen Ursachen zu schaffen, um günstige Umstände für die weitere geistige Entwicklung zu finden. Man vollzieht drei Arten ritueller Reinigung, trägt drei Arten von Kleidung, nimmt die Diät der drei „weißen Nahrungen“ an und praktiziert Fastenrituale und Mantra-Rezitation. Das Kriya-Tantra legt größeren Wert auf die Praxis von gutem äußerem Benehmen, physischem und verbalem Verhalten zur Reinigung und auf einfache Visualisationspraxis und Vollzug von Ritualen an spezifischen Tagen und bei bestimmten Sternkonstellationen.
Auch in den Übungen des inneren Tantra finden sich noch Spuren von Kriya-Tantra, so etwa in den Erläuterungen zur Gestaltung von Altären, der Anzahl, Platzierung und Weihe von Opfergaben und Ähnlichem. Aus der Sicht des inneren Tantra bilden diese Dinge allerdings nicht viel mehr als ein Ornament, das aber aus Respekt vor der Überlieferungslinie und aus Gründen der Rückverbindung meistens produziert wird.

## Einstiegspunkt
Der erste Einstiegspunkt zum Pfad des geheimen Mantras des Vajrayana ist eine Einweihung (Lung) oder Ermächtigung wie die Wasser-Ermächtigung, welche das Potential zum Reifen in das ‚dharmakaya‘ aufbaut, und die Kronen-Ermächtigung, die das Potential zum Reifen in das 'rupakaya' errichtet. Dann erhält man die allgemeinen 'samayas' des Kriya-Yoga wie sie in den speziellen Texten erklärt sind.

### Anschauung
Betrachtet man die Anschauung und die Basis des Pfades, sieht man gemäß der Lehre, dass der Hintergrund der Reinigung die Natur des Geistes selbst ist, die Weisheit leerer Klarheit, und diese ist letztlich jenseits aller Extreme wie Existenz und Nichtexistenz, Erscheinung und Leere (Sunyata). Dann erschaut man die verschiedenen Aspekte der relativen Erscheinungen, welche gereinigt werden müssen, als Merkmale der vollkommen reinen Gottheit (Yidam).

### Meditation
Was den Pfad und den Weg der Meditationspraxis angeht, dreht es sich um die vier Realitäten: die persönliche Realität und die Realität der Gottheit werden mit den Mitteln der "sechs Aspekte der Gottheit" (Leere, Silbe, Ton, Form, Mudra, Attribute) praktiziert, durch Visualisation von sich selbst als die Samaya-Form (Skt. samayasattva) und dann der Anrufung des Weisheitswesens (Skt. jñanasattva) in den Raum vor sich, evtl. unter Zuhilfenahme eines spezifischen Mandalas, sich selbst als Diener betrachtend und die Gottheit als den Meister.
Man konzentriert sich dann auf die Mantra-Rezitation, welche der Ton ist, und auf den Geist und den Grund und meditiert über die Wirklichkeit der Konzentration, welche darin besteht, „in der Flamme zu bleiben“, in Konzentrationsübungen wie Verweilen in Feuer und Lauten und in der Fortführung des Tones und im Höhepunkt des Tones.
Der Praktizierende des Kriya Tantra visualisiert (im Mandala) das ganze Universum als einen himmlischen Palast und alle Wesen als Gottheiten in diesem Palast.
Nach dem Kriya-Tantra beinhaltet die Praxis zwei Arten von Wesen, das Weisheitswesen ('ye-shes sems-dpa') und das symbolische Wesen ('dam-tshig sems-dpa'). Das symbolische Wesen ist die Visualisierung der Gottheit im Himmel vor uns. Es wird in unserem Geist erschaffen (Erzeugungsstufe), und dann ist das Weisheitswesen  der Segen und die in es aus einer höheren Quelle invozierte Kraft. Schließlich werden beide imaginativ eins und die Vereinigung wird Handlungsweisen ('las kyi sems-dpa') genannt (Vollendungsstufe).
Im Kriya Tantra ist dieses Weisheitswesen wie ein König und das symbolische Wesen ist wie ein Diener. Der König gibt Siddhi und den Segen an den Diener, wodurch letzterer mächtiger und weiser wird und diese Kraft kann dann an den Praktizierenden überfließen.

## Rituelle Buddhagestalten-Praxis
Kriya und Charya, die ersten beiden Tantraklassen, besitzen drei Buddhafamilieneigenschaften:
- Die Tathagata-Familie mit den Buddhaformen (tib. yi-dam) Shakyamuni und Manjushri.
- Die Lotus (Skt. padma)-Familie mit den Buddhaformen Amitabha, Avalokiteshvara und Tara.
- Die Vajra-Familie mit den Buddhaformen Akshobhya und Vajrapani.

Auf der allgemeinsten Ebene symbolisieren:
- Manjushri den Körper,
- Amitabha und Avalokiteshvara[16] die Rede,
- Vajrapani den Geist.

Auf den Geist bezogen symbolisieren:
- Manjushri das Verstehen (die Weisheit),
- Amitabha und Avalokiteshvara das Mitgefühl,
- Vajrapani die machtvollen Fähigkeiten.

Diese Buddhafiguren sind meist friedlich, lächelnd, gut gekleidet und sitzen im Himmel, oft Licht ausstrahlend wie die Sonne selbst.
Die Bodhisattvas werden im Kriya-Tantra nicht nur zu wesentlichen Mittlergestalten, sondern auch zu bevorzugten Objekten der Verehrung. So entstehen vor allem zu den drei großen männlichen Bodhisattvas, Manjusri, Avalokitesvara und Vajrapani sowie zum wichtigsten weiblichen Bodhisattva Tara, eine große Zahl von Praxistexten, die sich äußerlich-strukturell nur wenig von religiösen Übungen unterscheiden, die sich auf Hindugottheiten wie z. B. Ganesha beziehen.
Ein populärer Schützer aus dem Kriya-Yoga-Tantra ist Sitatapatra (weißer Schirm), die 'Überreicherin des kostbaren Juwels'.
Die Prajnaparamita wird genauso dem Kriya-Tantra zugeordnet wie der Medizinbuddha (Bhaishajyaguru) aus dem Bhaishajyaguru-Sutra hergeleitet wird, das nach dem Vajrayana der historische Buddha Shakyamuni gelehrt haben  soll.
Das Kriya-Tantra ist dualistisch, hier ist die Gottheit, dort der Übende, es gibt zwar eine Kommunikation zwischen beiden, letztlich ist aber alles von der Gnade der Gottheit abhängig. Auf dieser Ebene ist die Beziehung zwischen Praktizierendem, der noch in Verblendung lebt, und der Gottheit essentiell ungleich. In der Vollendungsstufe erfolgt die Verschmelzung.

## Ergebnisse
Durch das Verweilen im reinen Bewusstsein wird man ein Vidyadhara, und zuletzt erreicht man das Erwachen als Vajradhara - (Vajradhara (Tib. Dorje Chang; Wyl. rdo rje ‘chang)) — der 'Vajra Halter', der ursprüngliche Buddha, einer der drei Buddhafamilien: von der Familie des erleuchteten Körpers Vairochana, von der Familie der erleuchteten Rede Amitabha, oder von der Familie des erleuchteten Geistes Akshobhya.